# Кровавая Мэри (коктейль)
«Кровавая Мэри» (англ. Bloody Mary) — алкогольный коктейль на основе водки и томатного сока.
Входит в число официальных коктейлей Международной ассоциации барменов (IBA), категория «Современная классика» (англ. Contemporary Classics), классифицируется как лонгдринк (Longdrink).
Словосочетание Bloody Mary ассоциируется в английском языке с именем королевы Марии I Тюдор (1553—1558), получившей прозвище Кровавой за расправы над англиканами.

## История
На роль изобретателя «Кровавой Мэри» претендуют несколько человек. Согласно ряду источников, коктейль был изобретён Джорджем Джесселем в промежутке между мировыми войнами. Первое упоминание о коктейле обнаруживается в газете New York Herald Tribune за 2 декабря 1939 года: 
Новый антипохмельный напиток Джорджа Джесселя, обративший на себя внимание корреспондентов и названный «Кровавая Мэри»: половина томатного сока, половина водки.

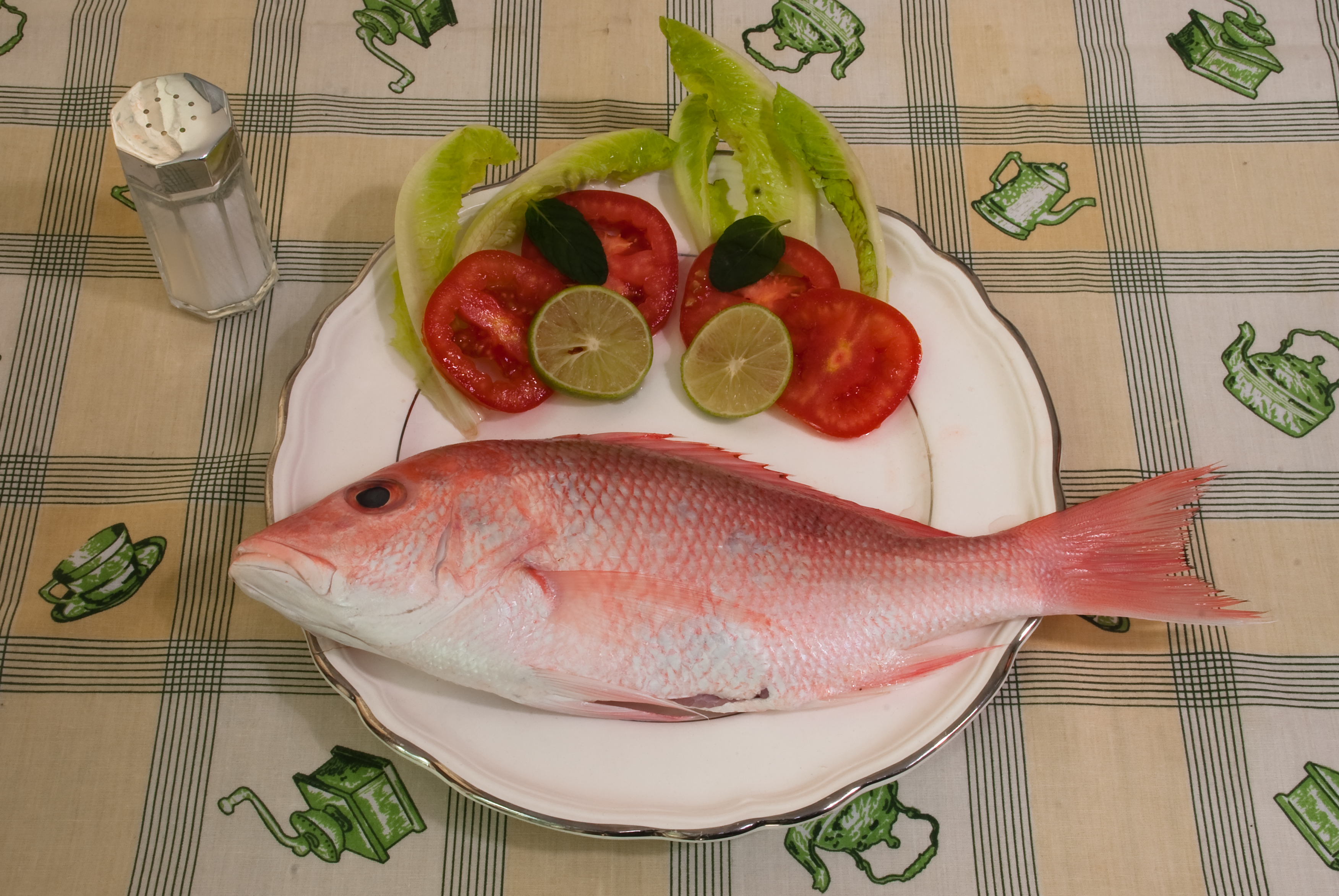
Красный луциан, в честь которого изначально был назван коктейль

Однако почти 25 лет спустя Фернанд Петио, работавший с 1934 года в нью-йоркском баре «King Cole», заявил корреспондентам журнала The New Yorker (номер от 18 июля 1964 года), что изобрел томато-водочный коктейль ещё в 1920-е годы, когда работал барменом в парижском заведении Harry’s New York Bar:
Я придумал Кровавую Мэри, — поведал он нам. — Джордж Джессель говорил, что это он создал коктейль, но это была только водка с соком и ничего более, когда я его попробовал. Я покрываю дно шейкера четырьмя большими щепотками соли, двумя щепотками перца, двумя щепотками кайенского перца, слоем вустерского соуса, добавляю несколько капель лимонного сока и немного колотого льда, наливаю две унции водки и две унции томатного сока, взбалтываю, процеживаю и разливаю. Мы готовили от ста до ста пятидесяти коктейлей в день в „King Cole Room“ и других ресторанах и банкетных залах.
В названии коктейля подчёркнут его характерный кроваво-красный цвет. Существует легенда, что, перебравшись из Европы в Америку, Фернанд Петио дал томатно-водочному коктейлю название «Red Snapper», что означает «красный луциан». Однако в баре предпочитали называть его «Кровавая Мэри» (так предложил один из завсегдатаев). По другой версии этой истории, всё было ровно наоборот: Фернанд Петио окрестил своё изобретение «Кровавой Мэри», а администрация бара «King Cole» пыталась его переименовать в «Красного Луциана».
В Польше тот же напиток под названием «Крвава Манька» (пол. Krwawa Mańka) пользуется особенным успехом у местных патриотов, которым томатный сок в нижней части стакана и водка в верхней напоминают о цветах польского флага.

## Состав

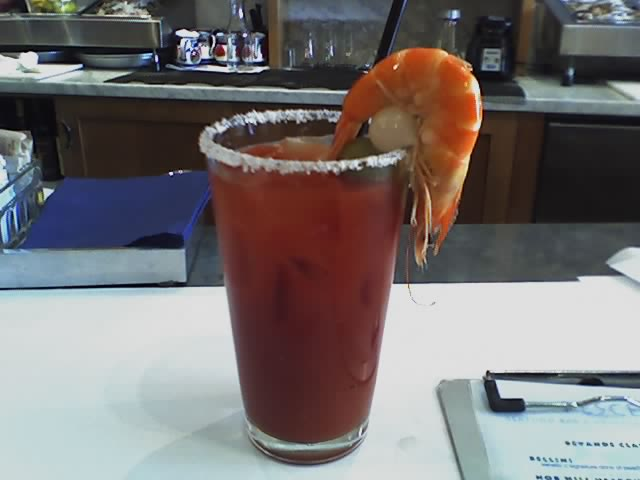
Креветка в качестве украшения

Готовится из водки и томатного сока, с добавлением лимонного сока, соли, молотого перца, а в некоторых случаях — и других добавок (например, вустерский соус, соус табаско).

### Базовый рецепт
Рецепт коктейля по IBA:
- 45 мл водки
- 90 мл томатного сока
- 15 мл лимонного сока
- 2-3 дэша (1 дэш равен 3-5 каплям) вустерского соуса
- Табаско
- Смесь соли c порошком сельдерея
- Чёрный перец

Ингредиенты необходимо аккуратно перемешать и налить в стеклянный стакан хайболл. Коктейль можно гарнировать сельдереем и долькой лимона.

### Прочие варианты

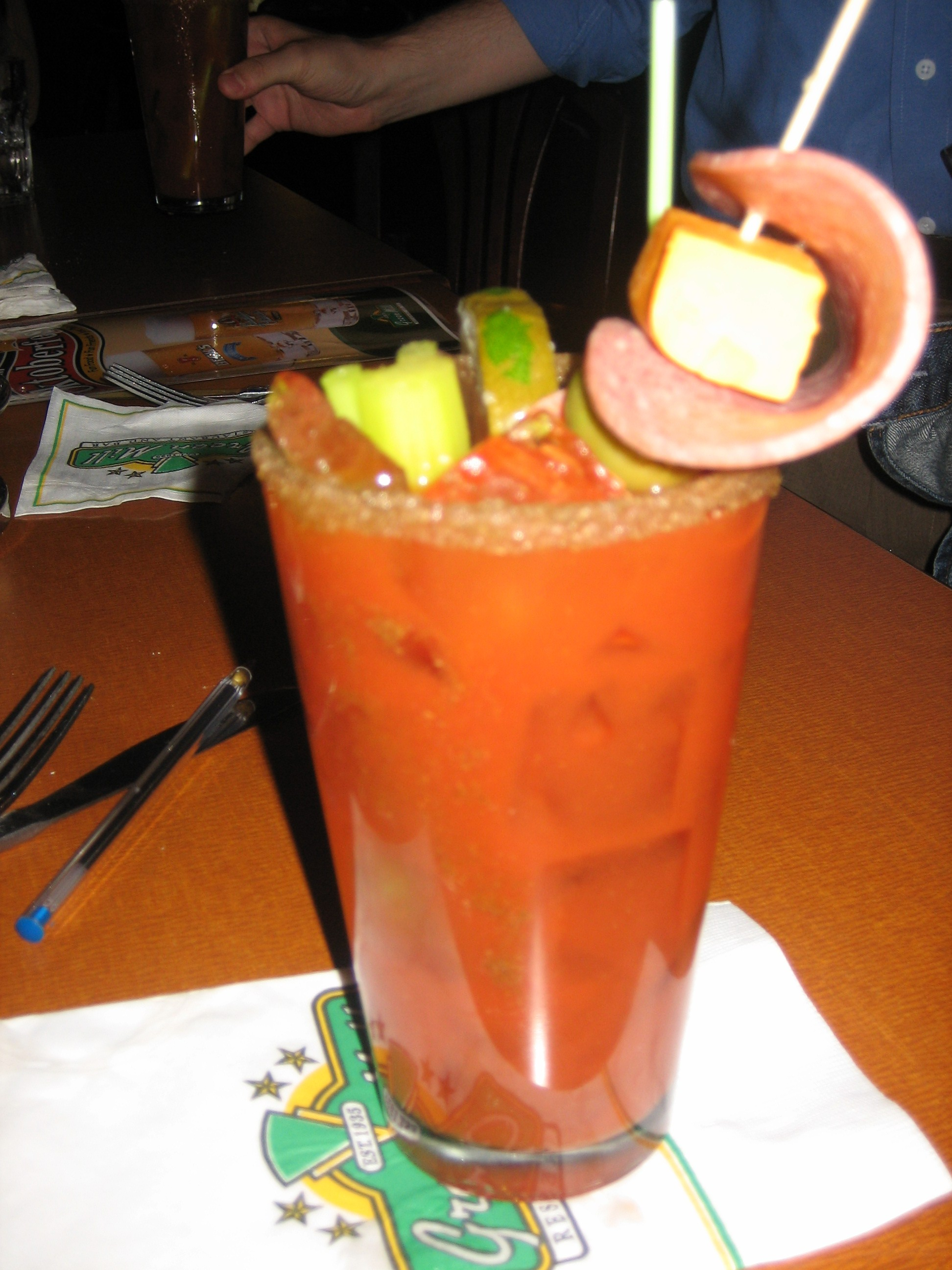
Большое количество гарнира

В то время как нет сложности в смешивании водки и томатного сока, более сложные версии напитка стали торговыми марками барменов, которые их делают. Общее украшение — стебель сельдерея при подаче в высоком стакане, часто поверх льда. Гарнир может состоять из оливок, рассолов, моркови, грибов или других растений; иногда используются даже рыбно-мясные продукты (салями, креветки, и т. д.) и сыр.
Вместо водки могут использоваться иные алкогольные основы, как то: джин (коктейль «Красный молот»), сакэ («Кровавая гейша»), текила («Кровавая Мария»), виски (Whiskey Mary; «Коричневая Мэри»), херес («Кровавый епископ»), мексиканское пиво («Мичелада»), мексиканский микс и т. д. Существует также безалкогольная версия («Дева Мария», «Кровавая Дева»).
Вместо томатного сока некоторые умельцы используют кубик говяжьего бульона («Бычий залп») или смесь этого бульона с соком («Кровавый бык»). В латиноамериканских версиях вместо вустерского соуса часто встречается табаско.
В России популярен вариант «Кровавой Мэри», в котором ингредиенты не смешиваются, а располагаются послойно — снизу сок, а сверху — прозрачная водка. Для этого сначала наливают сок, а потом по лезвию ножа медленно наливают водку, так они не смешиваются. Сначала выпивается водка, которая тут же запивается томатным соком. Существуют также варианты «Кровавый Сэм» (вместо водки самогон) и «Сэм-маньяк-убийца» (вместо водки самогон, а вместо томатного сока — острый томатный соус, кетчуп или даже соус чили).
Одним из самых изысканных вариантов «Кровавой Мэри» считается вариант с переворачиванием стакана. Для этого нужна узкая стопка и широкий стакан. Водка наливается в стопку, которую надо накрыть стаканом, чтобы верхний край стопки точно совпал с дном стакана. Потом быстро перевернуть стакан, прижимая стопку к его дну. Атмосферное давление не позволит водке вытечь из стопки. Теперь надо налить густой томатный сок в стакан вокруг стопки. Сок должен быть очень густым. После этого аккуратно вытащить стопку из середины стакана — получится водка в середине томатного сока.

## В кино
- Коктейль «Кровавая Мэри» играет роль в сюжете ленты «Прекрасная пленница» режиссёра Алена Роб-Грийе.
- В фильме «Коктейль» Брайан Фланаган, роль которого исполняет Том Круз, наглядно демонстрирует приготовление одной из вариаций «Кровавой Мэри».